# Graham Norton
Graham William Walker (4. travnja 1963.), poznatiji pod imenom Graham Norton, irski je komičar, glumac, spisatelj i televizijski voditelj poznat po svom radu u Ujedninjemom Kraljevstvu.
Od 2007. godine vodi vlastitu razgovornu emisiju pod naslovom Graham Norton i gosti (eng. The Graham Norton Show) koja se u Hrvatskoj prikazuje na Drugom programu Hrvatske radiotelevizije. Bio je jedan od voditelja finalne emisije Pjesme Eurovizije 2023. u Liverpoolu,  a od 2019. jedan je od glavnih sudaca u britanskoj reality emisiji RuPaul's Drag Race UK.

## Životopis
Rođen je 4. travnja 1963. u Irskoj. 
Norton je otvoreno gej. U srpnju 2022. godine sklopio je brak s partnerom Jonathanom McLeodom.

## Karijera
Svoju karijeru televizijskog voditelja na BBC-u započeo je 2001. godine kao voditelj Comic Reliefa. Od tada je vodio brojne emisije poput Strictly Dance Fever, How Do You Solve a Problem like Maria? i Any Dream Will Do. 
Od 22. veljače 2007. pa do danas vodi vlastitu emisiju Graham Norton i gosti u kojoj ugošćuje brojne poznate osobe s kojima priča o raznim aktualnim temama.  